# Amphipyra yama
Amphipyra yama là một loài bướm đêm trong họ Noctuidae.